# اندیس شرق تمام ده
شرق تمام ده یک اندیس فلزی است که در حوالی شهر شمال بندان استان خراسان قرار دارد و مادهٔ معدنی موجود در آن، مس است. سنگ میزبان این اندیس سنگهای الترا بازیک است در این اندیس، پاراژنز‌های پیریت یافت می‌شوند.